# Arboretum de la Foux
L'arboretum de la Foux est un arboretum du département du Gard situé sur le versant atlantique du massif de l'Aigoual, sur la commune de Lanuéjols.

## Historique
L'arboretum a été aménagé entre 1900 et 1910 par Georges Fabre et Charles Henri Marie Flahault, à 1000 m d'altitude, sur un sol frais et profond schisteux. L'arboretum abrite de nombreuses essences de conifères du monde entier, souvent de très grande taille comme les sapins jumeaux de Vancouver, hauts de près de 63 mètres et âgés de plus de cent ans. Malheureusement, ils ont été atteints d'une attaque parasitaire par des scolytes à partir de 2010 environ... Et ils ont été abattus début juin 2013, mais les troncs et des explications sont restés sur place .
Un sentier aménagé permet de découvrir ce lieu remarquable et encore assez méconnu, digne des forêts des Rocheuses américaines.

## Description des essences

### Les essences d’Europe
L'arboretum contient des arbres autochtones et de nombreuses essences d’Europe tels le pin Laricio de Corse, le pin noir d’Autriche, le mélèze d’Europe, le sapin pectiné, le sapin de Céphalonie, l’épicéa commun.

### Les essences d’Amérique du Nord
Les essences d'Amérique du Nord sont nombreuses, comme les sapins de Vancouver , l’épicéa du Colorado, le Thuya géant, le cyprès de Nootka, le sapin du Colorado, le Douglas, appelé aussi pin de l’Oregon, le chêne rouge d’Amérique,  et le Tsuga de l’ouest.

### Les essences d’Amérique du Sud
On y trouve l’araucaria du Chili, appelé aussi désespoir des singes.

### Les essences d'orient et d'Afrique
L'arboretum contient des essences d'orient comme la sapinette d’orient et l’hiba du Japon ou d’Afrique du Nord comme le cèdre de l’Atlas.